# Gunzenle
Der Gunzenle (Gunzenlê, auch Gunzenlee) war ein historisch bedeutsamer und legendärer Hügel auf dem Lechfeld am Ostufer des Lechs, einige Kilometer südlich von Augsburg. Ein Hochwasser des Lechs hat ihn im 15. Jahrhundert abgetragen, so dass seine Lage nicht mehr ganz genau bestimmt werden kann.
Er war ein Versammlungsplatz des deutschen Reiches an der Grenze von Bayern und Schwaben. In der Nähe des mutmaßlichen vorgeschichtlichen Grabhügels wurde 955 die Schlacht auf dem Lechfeld geschlagen, in der das Reichsheer die Ungarn besiegte.
Am 29. Mai 1127 heirateten auf dem Gunzenlê der Welfe Heinrich der Stolze, seit 1126 Herzog von Bayern, und Gertrud von Sachsen, die einzige Tochter König Lothars III. (Lothar von Supplinburg).

## Geschichte und Funktion
Der Gunzenlê war möglicherweise ursprünglich ein besonders mächtiger hallstattzeitlicher Grabhügel, der im flachen Lechfeld als Landmarke von Bedeutung war. Reste eines ausgedehnten spätkeltischen Grabhügelfeldes sind nordwestlich von Kissing erhalten, bzw. durch die Luftbildarchäologie (Otto Braasch) nachgewiesen. Auch während des Frühmittelalters wurden hochgestellte Persönlichkeiten wieder in Grabhügeln bestattet, so etwa Childerich I. der König der Salfranken (482).
Die Endung „lê“ (erhöht, aufgetürmt) deutet auf einen solchen, wohl hallstattzeitlichen Grabhügel hin. In der näheren Umgebung haben sich zahlreiche Beispiele solcher Begräbnisstätten erhalten. Eines der größten erhaltenen derartigen Gräberfelder liegt im Heilachwald zwischen Kissing und Bachern. Vergleichbare Hügel haben einen Basisdurchmesser von bis zu 50 m und sind oft fünf bis sechs Meter hoch erhalten.
Einige Historiker nahmen eine spätere Funktion des Gunzenlê als Thing- bzw. Dingstätte an. Solche Volks- und Gerichtsversammlungen lassen sich aber in den Quellen an diesem Ort nicht belegen.
Ob bereits die Ungarn hier vor der Schlacht auf dem Lechfeld ihr Lager aufgeschlagen hatten, bleibt spekulativ. Im mittelhochdeutschen Heldenepos „Biterolf und Dietleib“  diente das Gelände um den Hügel schon den Hunnen als Lager- und Sammelplatz:
Die hunen sach man muten, 

wie sy vbers Lech sollten komen. 

Herberge het jn da genomem 

der marschalck bey dem Guntzen le… 

Auf der Rückreise sollen die Krieger König Etzels wieder hier gerastet haben:
untz an den Guntzen le, 

da sy zusamen komen ee 

Das Gelände um den Grabhügel wurde sogar von Karl dem Großen mehrmals als Rastplatz benutzt. Der Herrscher hielt in seinen ersten Regierungsjahren „noch an den nomadischen Gewohnheiten seiner Vorgänger fest“ (Rudolf Pörtner).
Im Hochmittelalter diente der Gunzenle mehrmals als Lagerplatz der deutschen Kaiser bei ihren Italienzügen. Das in der Nähe der Stadt Augsburg gelegene ebene Lechfeld bot genügend Weideflächen und Trinkwasser. In der Nähe verliefen wichtige römische und mittelalterliche Straßenverbindungen. So zog 1236 auch Friedrich II. von hier aus (apud Gunzenle in castris) über die Alpen. Auch als Versammlungsort bei Hoftagen unter den Welfen und Staufern wurde das Areal mehrmals verwendet.
Vom 22. bis 29. Mai 1127 fanden hier die Hochzeitsfeierlichkeiten Heinrichs des Stolzen und der Kaisertochter Gertrud statt. 1197 heiratete Herzog Philipp von Schwaben die byzantinische Kaisertochter Irene am Gunzenle. Aus diesem Anlass wurde auch eine feierliche Schwertleite abgehalten, bei der zahlreiche Krieger zu Rittern erhoben wurden.
1264 stellte der Staufer Konradin „apud Augustam in campo Lici in Guncenlen“ einen Schutzbrief für die Augsburger Bürgerschaft aus.
Mit dem Untergang der Staufer endete auch die Italienpolitik der deutschen Kaiser. Der Gunzenlê verlor seine frühere Bedeutung als Heerlager und Sammelplatz. Wahrscheinlich zog jedoch nochmals Rupprecht von der Pfalz 1401 von hier aus nach Italien („…bey uns an der Herberge sin umbe Augspurg off dem Lech“, Einladungsschreiben an die Reichsstände).

## Lage

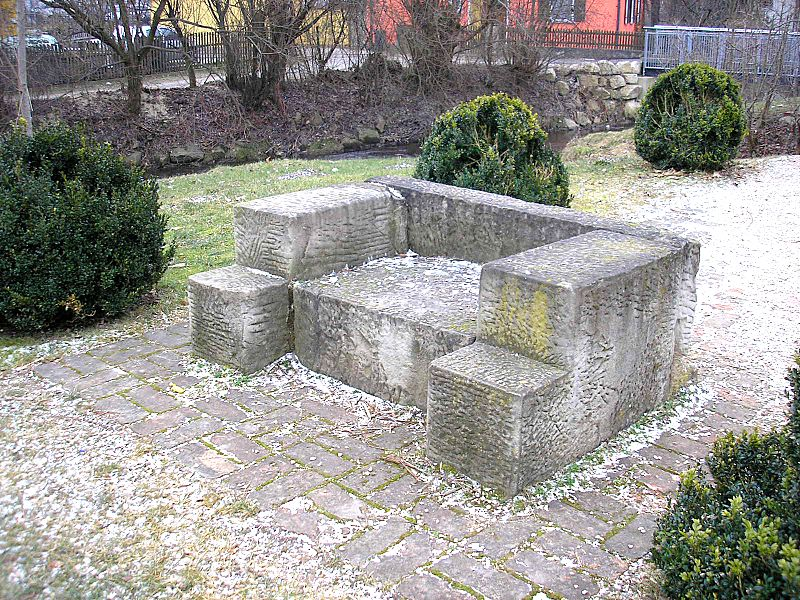
Der 1968 bei St. Afra aufgefundene Steinsitz steht heute in einer kleinen Grünanlage in der Nähe des Meringer Schlosses

Über die genaue Lage dieses mittelalterlichen Versammlungsplatzes ist in der Vergangenheit viel diskutiert und gestritten worden. Lokalhistoriker der umliegenden Gemeinden Augsburg, Friedberg, Kissing und Mering versuchten, den Gunzenlê auf dem Gebiet ihrer Heimatorte zu lokalisieren. In den zeitgenössischen Quellen wird er allerdings mit keinem dieser Orte in direkten Zusammenhang gestellt. Erst im Friedberger Salbuch von 1420 erscheint er als Grenzmarke.
Ein „Gunzenbühel“ hat sich noch in geringen Resten westlich der Bahnstrecke München–Augsburg auf der Höhe des Schwabhofes bei Hochzoll erhalten. Dieser Ersatzhügel soll aber erst nach dem Verlust des ursprünglichen Gunzenlê von den Bürgern der Stadt Friedberg aufgeschüttet worden sein.
Ein Flurstück im Bereich des Schwabhofes (westlich der Bahnlinie zwischen dem Schwabhof und Gut Lindenau) trägt den Namen „Hoher-Berg-Acker“. Die Luftbildarchäologie konnte hier neben der Bahnlinie eine ovale Grabenanlage unbekannter Zeitstellung nachweisen. Der hintere Teil des Bodendenkmales wurde von einem Hochwasser weggespült. Unmittelbar vor der Grabenanlage kreuzt ein Teilstück einer Römerstraße die Schienen. Als drittes Geländedenkmal zeichnet sich ein Grabhügel ab, der allerdings teilweise von der Straße überschnitten wird. Dieser Grabhügel könnte mit dem "Hügel mit den drei Kreuzen" identisch sein, der in einigen älteren Quellen erwähnt wird.
Der historische Gunzenlê ist bereits im 15. Jahrhundert den zahlreichen Überschwemmungen und Verlagerungen des damals noch unregulierten Lechs zum Opfer gefallen. 1435 soll die Schneeschmelze ungewöhnlich stark gewesen sein und bis zum Juli angehalten haben.
1968 wurden westlich der Siedlung St. Afra (Mering) einige große Sandsteinquader gefunden, die zusammengesetzt einen Steinsitz ergaben. Solche Sitze sind auf einigen mittelalterlichen Versammlungsplätzen nachgewiesen oder erhalten. Der Gunzenlê könnte also tatsächlich ein Dingplatz gewesen sein. Einige hundert Meter nordöstlich ist ein Erdwerk unbekannter Zeitstellung nachgewiesen. Der „Kesselboden“ zwischen dem Fundort des Steinsitzes und der heutigen Siedlung wäre als hochwasserfreies Tuffhochlager als Lager- und Versammlungsplatz gut geeignet. In seiner Nähe lag der Königshof Mering, von dem aus der Gunzenlê gut zu versorgen gewesen wäre.
Manchmal wird auch die sehr gut erhaltene hochmittelalterliche Turmhügelburg südlich von Altkissing (Burgstall Kissing) mit dem Gunzenlê in Verbindung gebracht. Eine Funktion der edelfreien Herren von Kissing als Verwalter oder Beschützer der Versammlungsstätte ist sicherlich nicht völlig auszuschließen. Im 19. Jahrhundert wurde der mächtige Turmhügel sogar für den Gunzenlê selbst gehalten. Der Kissinger Chronist und Vikar Matthias Graf wollte gar den nördlich vorgelagerten Kirchberg als Standort identifizieren.
Eine mögliche Schutzfunktion für den Gunzenlê könnte die große welfische Burganlage Mergenthau ausgeübt haben, deren Wallanlagen noch teilweise um das barocke Schlossgut erhalten blieben. Die Burg liegt unmittelbar neben einer mutmaßlichen frühmittelalterlichen Ungarnschutzburg (Ringwall im Ottmaringer Holz) auf der Lechleite südöstlich von Kissing.
Alle diese Standortsbestimmungsversuche müssen allerdings mangels aussagekräftiger archäologischer Befunde spekulativ bleiben. Die einschlägige Heimatliteratur hierzu ist durchgehend stark vom Lokalpatriotismus geprägt und nicht immer objektiv. Sogar die große Ungarnschlacht des Jahres 955 lässt sich in diesem Gebiet bislang archäologisch nicht nachweisen.